# The Record (альбом Boygenius)
| Совокупная оценка    | Совокупная оценка |
| Источник             | Оценка            |
| -------------------- | ----------------- |
| Metacritic           | 90/100            |
| Оценки критиков      |                   |
| Источник             | Оценка            |
| AllMusic             | [ 2 ]             |
| Clash                | 7/10              |
| DIY                  | [ 4 ]             |
| Exclaim!             | 8/10              |
| The Line of Best Fit | 8/10              |
| NME                  | [ 7 ]             |
| Mojo                 | [ 8 ]             |
| Pitchfork            | 8.2/10            |
| Rolling Stone        | [ 10 ]            |
| Slant Magazine       | [ 11 ]            |
| The Telegraph        | [ 12 ]            |

The Record — дебютный студийный альбом американской инди-рок супергруппы Boygenius, состоящей из Жюльен Бейкер, Фиби Бриджерс и Люси Дакус, вышедший 31 марта 2023 года на лейбле Interscope Records. Альбом продюсировали Boygenius и австралийская музыкальный продюсер и звукоинженер Кэтрин Маркс.
Альбом получил признание критиков и был отмечен высшими оценками в пять звёзд такими ведущими музыкальными изданиями, как New Musical Express и Rolling Stone. Он возглавил национальные чарты в Великобритании, Ирландии и Нидерландах, став первым альбомом номер один для всех участниц группы. Также он дебютировал на № 4 в основном американском хит-параде Billboard 200 и возглавил рок-чарт Top Rock Albums и Folk Albums (Billboard).
Альбом получила семь номинаций на 66-й ежегодной премии «Грэмми», включая «Альбом года» и «Запись года». Он получил три награды, включая Best Alternative Music Album, а также Best Rock Song и Best Rock Performance за песню «Not Strong Enough».

## Об альбоме
После выпуска дебютного мини-альбома (EP) Boygenius в 2018 году трио занялось сольными проектами и каждая участница выпустила свои альбомы — Little Oblivions Жюльен Бейкер, Punisher Фиби Бриджерс и Home Video Люси Дакус — перед тем, как 19 ноября 2021 года впервые за три года выступить в качестве группы. Слухи о дебютном альбоме Boygenius начали распространяться в конце 2022—2023 годов, после того как трио было замечено в совместной фотосессии в ноябре 2022 года, а 10 января 2023 года было объявлено, что Boygenius войдут в состав участников фестиваля Коачелла 2023 года.
18 января 2023 года Boygenius анонсировали альбом и выпустили три лид-сингла: «$20», «Emily I’m Sorry» и «True Blue». 1 марта 2023 года Boygenius выпустили четвёртый сингл альбома «Not Strong Enough» и сопроводительное музыкальное видео, смонтированное братом Бриджерс Джексоном Бриджерсом. Песня была отправлена на радиостанции adult album alternative (альтернативное радио для взрослых) и alternative radio  (альтернативное радио) в США 13 марта и 28 марта 2023 года соответственно.
Кайл Леммон из журнала Flood Magazine заявил, что «The Record» «просто рвётся как запись инди-рока».

## Отзывы
После выхода The Record получил признание и положительные отзывы музыкальных критиков и интернет-изданий. Агрегатор рецензий Metacritic поставил альбому средневзвешенный балл 90/100, основываясь на 23 отзывах критиков. В пятизвездочной рецензии от NME говорится, что The Record стал «мгновенной классикой» в результате того, что каждая участница Boygenius «узнала друг друга в артистическом и совместном плане». Rolling Stone написал, что Boygenius смогли «выйти за рамки любого клише „супергруппы“ благодаря объединению их индивидуальных стилей в различные виды химии для каждой песни». Мэтью Нил из Clash высоко оценил вклад Люси Дакус в альбом, особенно в треки «True Blue» и «We’re in Love». Джон Амен из PopMatters' написал: «Демократично курируемый и излучающий ощутимый энтузиазм, [The Record] стоит как свидетельство силы эстетической общности, прочной дружбы и магии командной работы, чего нам всем не помешало бы больше в наши дни».

### Итоговые годовые списки
В январе 2025 года альбом включён в список лучших альбомов первой четверти XXI века (номер 181 в списке The 250 Greatest Albums of the 21st Century So Far).
| Публикация/критик    | Список                          | Ранг | Ссылка |
| -------------------- | ------------------------------- | ---- | ------ |
| Billboard            | The 50 Best Albums of 2023      | 2    | [ 27 ] |
| Dazed                | The 20 Best Albums of 2023      | 5    | [ 28 ] |
| Entertainment Weekly | The 10 Best Albums of 2023      | 3    | [ 29 ] |
| NME                  | The Best Albums of 2023         | 1    | [ 30 ] |
| People               | Top 10 Albums of 2023           | 9    | [ 31 ] |
| Pitchfork            | The 50 Best Albums of 2023      | 16   | [ 32 ] |
| PopMatters           | The 30 Best Rock Albums of 2023 | 2    | [ 33 ] |
| Rolling Stone        | The 100 Best Albums of 2023     | 2    | [ 34 ] |
| The Independent      | The 30 Best Albums of 2023      | 1    | [ 35 ] |
| Variety              | The Best Albums of 2023         | 1    | [ 36 ] |

## Награды и номинации
| Ассоциация   | Год  | Работа              | Категория                            | Результат | Ссылка |
| ------------ | ---- | ------------------- | ------------------------------------ | --------- | ------ |
| Grammy Award | 2024 | the record          | Album of the Year                    | Номинация | [ 37 ] |
| Grammy Award | 2024 | the record          | Best Alternative Music Album         | Победа    | [ 37 ] |
| Grammy Award | 2024 | the record          | Best Engineered Album, Non-Classical | Номинация | [ 37 ] |
| Grammy Award | 2024 | «Not Strong Enough» | Record of the Year                   | Номинация | [ 37 ] |
| Grammy Award | 2024 | «Not Strong Enough» | Best Rock Song                       | Победа    | [ 37 ] |
| Grammy Award | 2024 | «Not Strong Enough» | Best Rock Performance                | Победа    | [ 37 ] |
| Grammy Award | 2024 | «Cool About It»     | Best Alternative Music Performance   | Номинация | [ 37 ] |

## Коммерческий успех
The Record возглавил национальные чарты в Великобритании, Ирландии и Нидерландах, став первым альбомом номер один для всех участников группы. Альбом дебютировал на четвёртом месте в основном американском хит-параде Billboard 200 с тиражом 67 000 эквивалентных альбомных единиц. Из этой суммы продажи альбома составляют 53 000 копий, SEA единицы — 14 000 (что соответствует 18,17 миллионам официальных потоков песен набора по требованию) и небольшая сумма TEA-единиц.
Сингл «Not Strong Enough» в выпуске Billboard от 3 июня 2023 года возглавил радиочарт Adult Alternative Airplay, став первым чарттопером как группы, так и в карьере каждой из его участниц.

## Концертные исполнения
В поддержку альбома группа отправилась в два тура — «Re:SET Concert Series» (совместный: LCD Soundsystem, boygenius, и Стив Лейси) и свой отдельный «The Tour».
Группа также исполнила песню «Not Strong Enough» на телешоу Jimmy Kimmel Live! и во время выступления Бриджерс в качестве открывающего гостя на The Eras Tour Тейлор Свифт.

## Список композиций
Слова и музыка всех песен — Boygenius (Жюльен Бейкер, Фиби Бриджерс и Люси Дакус), кроме «Leonard Cohen», написанной Boygenius, HoJun Yu и Леонардом Коэном.
| №                   | Название                   | Лид-вокал             | Длительность |
| ------------------- | -------------------------- | --------------------- | ------------ |
| 1.                  | «Without You Without Them» | Дакус Бриджерс Бейкер | 1:21         |
| 2.                  | «$20»                      | Бейкер                | 3:20         |
| 3.                  | «Emily I’m Sorry»          | Бриджерс              | 3:34         |
| 4.                  | «True Blue»                | Дакус                 | 4:56         |
| 5.                  | «Cool About It»            | Бейкер Дакус Бриджерс | 3:00         |
| 6.                  | «Not Strong Enough»        | Бриджерс Бейкер Дакус | 3:54         |
| 7.                  | «Revolution 0»             | Бриджерс              | 4:17         |
| 8.                  | «Leonard Cohen»            | Дакус                 | 1:42         |
| 9.                  | «Satanist»                 | Бейкер Бриджерс Дакус | 4:50         |
| 10.                 | «We’re in Love»            | Дакус                 | 4:54         |
| 11.                 | «Anti-Curse»               | Бейкер                | 3:18         |
| 12.                 | «Letter to an Old Poet»    | Бриджерс              | 3:07         |
| Общая длительность: | Общая длительность:        | Общая длительность:   | 42:13        |

Уточнения
- «Leonard Cohen» содержит фрагменты песни «Anthem» написанной и исполненной Леонардом Коэном[44]
- «Letter to an Old Poet» содержит интерполяции песни «Me & My Dog» (из миниальбома EP «Boygenius», 2018) написанной и исполненной Boygenius[45]

## Позиции в чартах
| Чарт (2023)                            | Высшая позиция |
| -------------------------------------- | -------------- |
| Австралия (ARIA)                       | 3              |
| Австрия (Ö3 Austria)                   | 24             |
| Бельгия/Фландрия (Ultratop)            | 6              |
| Бельгия/Валлония (Ultratop)            | 43             |
| Канада (Canadian Albums Chart)         | 11             |
| Дания (Hitlisten)                      | 39             |
| Нидерланды (Album Top 100)             | 1              |
| Франция (SNEP)                         | 126            |
| Германия (Offizielle Top 100)          | 8              |
| Ирландия (Irish Albums Chart)          | 1              |
| Новая Зеландия (RMNZ)                  | 2              |
| Шотландия (Scottish Albums Chart)      | 1              |
| Испания (PROMUSICAE)                   | 40             |
| Швеция (Sverigetopplistan)             | 36             |
| Швейцария (Schweizer Hitparade)        | 22             |
| Великобритания (UK Albums Chart)       | 1              |
| США Billboard 200                      | 4              |
| США (Billboard Top Alternative Albums) | 2              |
| США (Billboard Folk Albums)            | 1              |
| США (Billboard Top Rock Albums)        | 1              |
| США (Billboard Top Tastemaker Albums)  | 2              |

## Сертификации
| Регион                                                                      | Сертификация | Продажи |
| --------------------------------------------------------------------------- | ------------ | ------- |
| Великобритания (BPI)                                                        | Серебряный   | 60 000  |
| Данные о продажах + прослушиваниях приведены только на основе сертификации. |              |         |